# جولیانو فرارا
جولیانو فرارا (انگلیسی: Giuliano Ferrara؛ زادهٔ ۷ ژانویهٔ ۱۹۵۲) سیاست‌مدار، روزنامه‌نگار، سردبیر، و مجری تلویزیون اهل ایتالیا است.

## پیشه
فرارا از خانواده‌ای کمونیست است. پدرش یک کمونیست و عضو سنا بود. فرارا در بیست‌سالگی در حزب کمونیست ایتالیا فعال بود. در سال ۱۹۸۲، فعالیت وی با این حزب به شکست انجامید و به عنوان یک کمونیست سابق تحت‌تاثیر فیلسوف سیاسی لئو اشتراوس، در ابتدا به سمت سوسیالیسم کشیده شد، اما بعداً به سمت محافظه‌کاری اجتماعی رفت و در کابینه سیلویو برلوسکونی بود. فرارا روزنامه ایل فایلیو را تأسیس کر.
او یکی از قوی‌ترین حامیان بندیکت شانزدهم بوده‌است. او با نویسنده کتاب آنجلما دل اولیو ازدواج کرده‌است که در دهه ۱۹۶۰ و ۱۹۷۰ برای حقوق زنان در جنبش‌های فمینیستی فعالیت می‌کرد.